# Третий в пятом ряду
«Третий в пятом ряду» — советский художественный фильм, снятый режиссёром Сергеем Олейником на киностудии имени Александра Довженко по заказу Гостелерадио СССР в 1984 году. Экранизация одноимённой повести Анатолия Алексина.

## Сюжет
Школьник Ваня Белов был не лучшим учеником класса. Его шутки и эгоизм вызывали раздражение у бывшей учительницы русского языка и литературы Веры Матвеевны, но её внучка, Елизавета, увидела в нём героя: он погиб в 1945 году, во время Великой Отечественной войны.

Незнакомый шестилетней девочке «довоенный мальчик» Ваня Белов, который всё делал по-своему, который был не таким, как все его одноклассники, становится для неё точкой отсчёта в поступках и мыслях. Тот Ваня Белов так и не успел стать дядей Ваней — он погиб на войне и остался мальчиком навсегда.
— Валерий Туровский, «Литературная газета», 6 марта 1985 года

## В ролях
- Алла Покровская — Вера Матвеевна
- Александр Продан — Ваня Белов
- Юлия Космачёва — Елизавета
- Екатерина Маркова — Маша
- Мария Зубарева — Алёна
- Максим Никифоров — Сенька Голубкин
- Михаил Хлесткин — Володя Кудрявцев
- Алла Мещерякова — мать Белова
- Юрий Гребенщиков — Андрей
- Мария Виноградова — Полина Захаровна
- Маргарита Кошелева — директор школы
- Людмила Смородина — Ирина Григорьевна

## Съёмочная группа
- Режиссёр: Сергей Олейник
- Сценарист: Екатерина Маркова
- Оператор: Валерий Башкатов
- Художник: Пётр Максименко
- Звукорежиссёр: Галина Калашникова
- Композитор: Евгений Дога

## Награды
- 1985 — Международный телефестиваль «Злата Прага» в Праге: Премия «За лучший сценарий» (Е. Маркова)[1]